# Spitsboogvenster

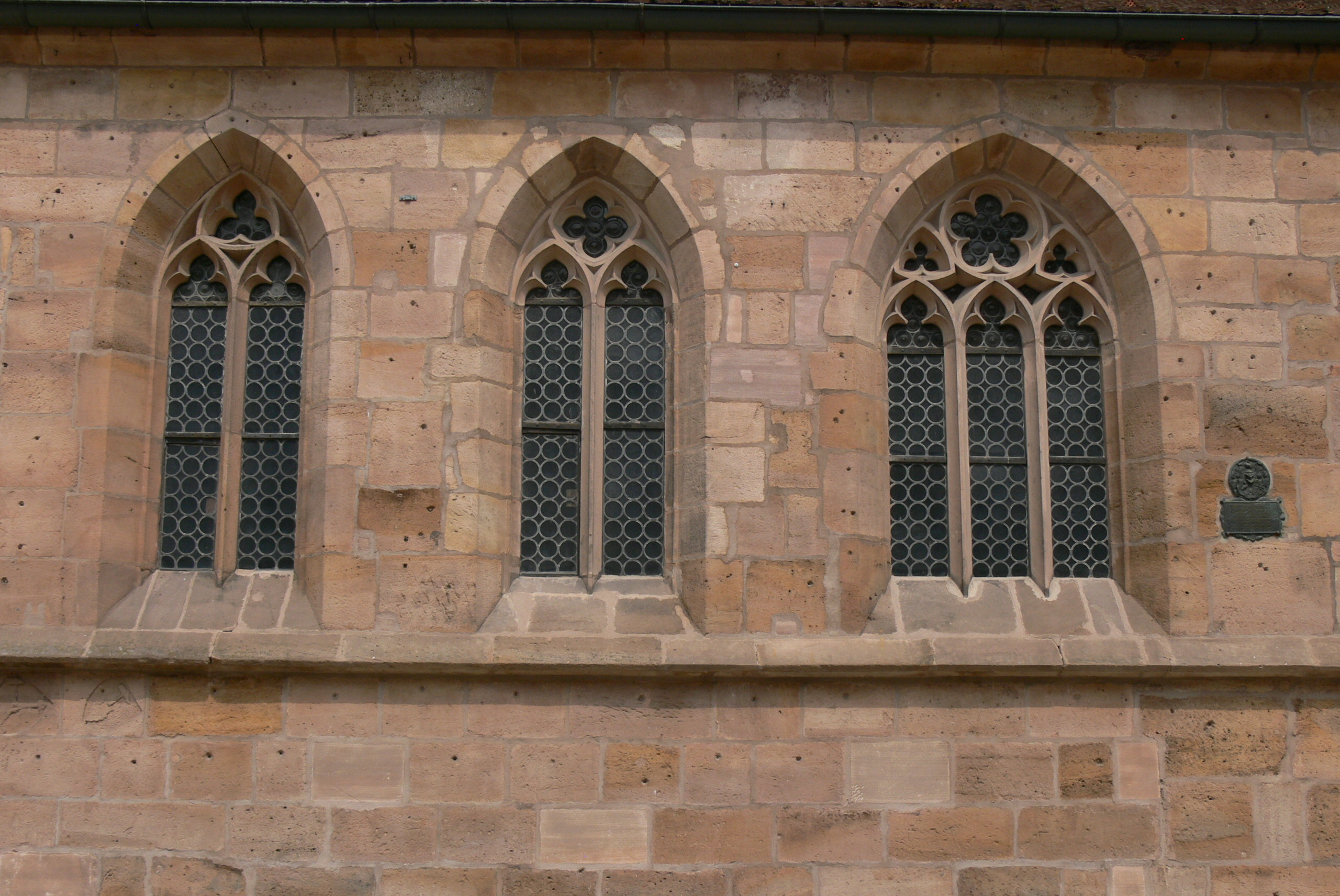
Spitsboogvensters met verschillende vormen maaswerk

Een spitsboogvenster is een venster met een spitsboogvorm, waarbij twee symmetrische cirkeldelen in de top elkaar snijden. De vensters die een spitsboog hebben wijzen met een punt omhoog. Spitsboogvensters zijn kenmerkend voor de gotische architectuur en dan met name kerkgebouwen. Bij een spitsboog zijn de spatkrachten minder dan bij een rondboogvenster.
Spitsboogvensters zijn vaak bifora, trifora en polifora en hebben vaak veel sierlijk maaswerk met allerlei sierlijke vormen zoals driepassen, vierpassen, veelpassen, visblazen, driebladen, vierbladen en drielobben. Dit maaswerk wordt daaronder vaak gedragen door een deelzuiltje of montant, of meerdere van deze.

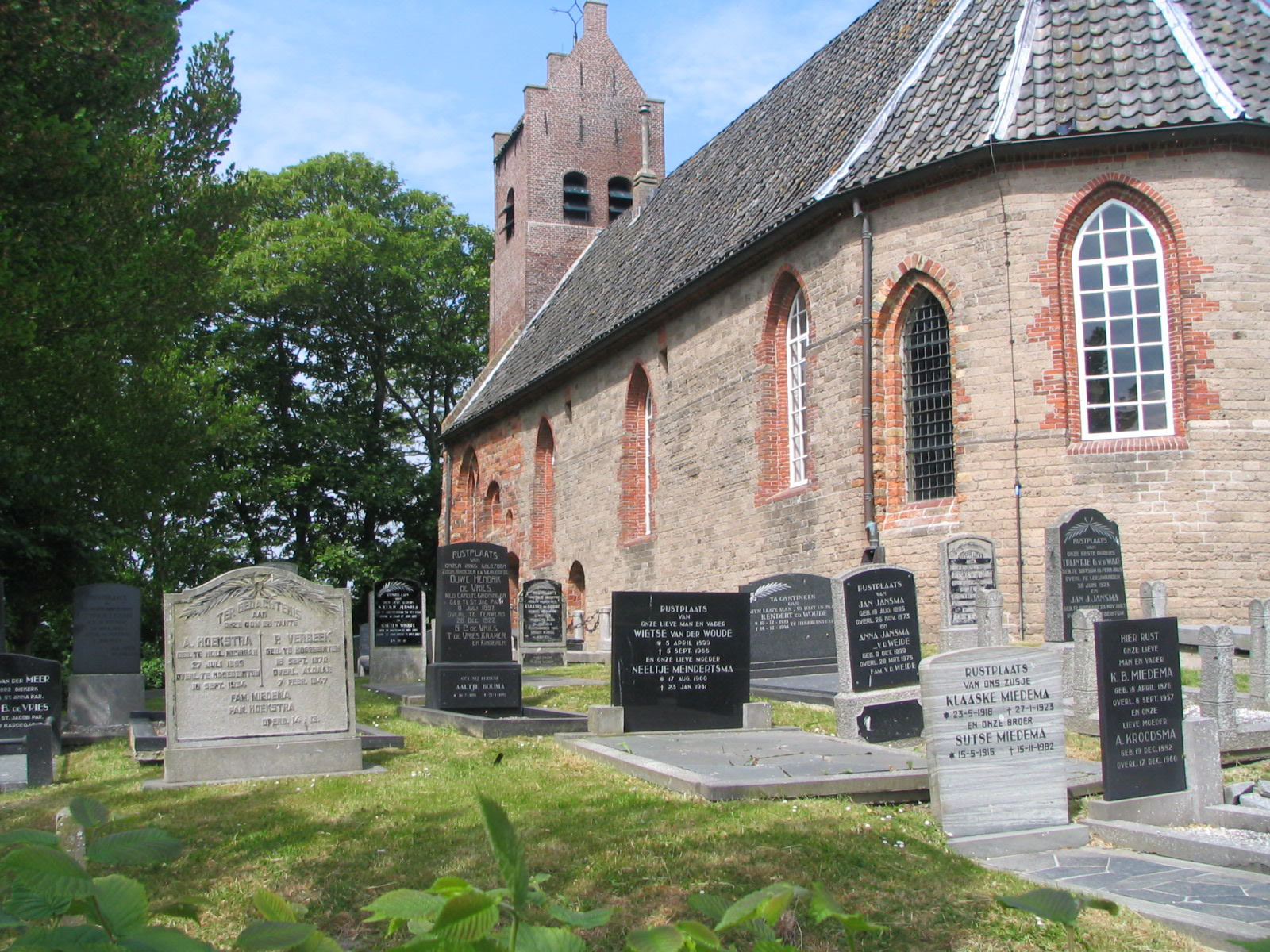
De kerk van Hogebeintum met spitsboogvensters